# Anbraten

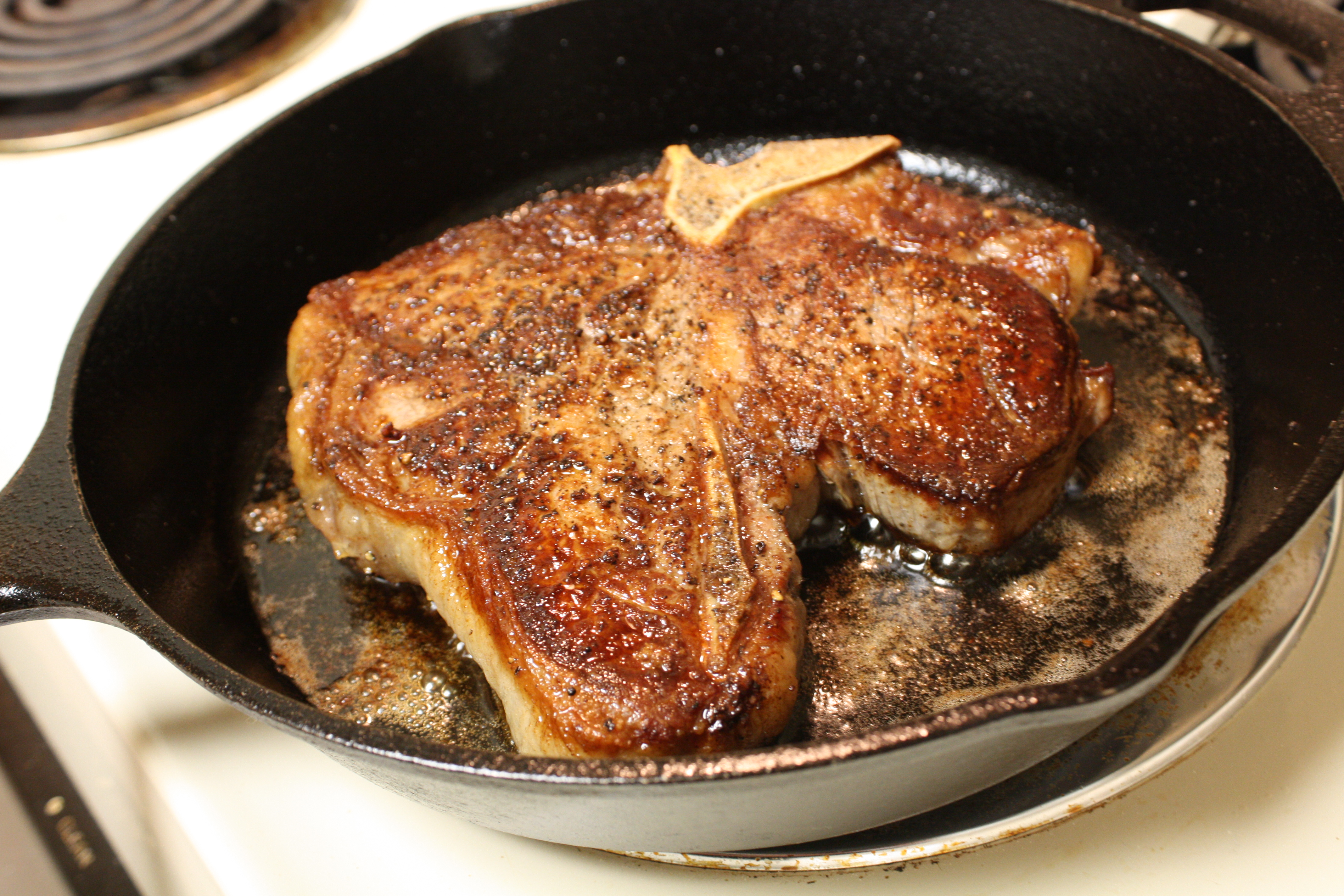
Anbraten eines Porterhouse-Steaks

Anbraten ist das kurzzeitige Braten („Anbräunen“) bei starker Hitze (180–230 °C), wobei sich durch die Maillard-Reaktion typische Aroma- und Farbstoffe auf der Oberfläche bilden. Es dient als Vorbereitung für Stücke, die anschließend bei wesentlich geringeren Temperaturen gegart werden, vor allem durch Schmoren oder das Braten nach der Niedrigtemperaturmethode, wobei nur wenige oder keine Röststoffe entstehen.
Beim Anbraten ist die Pfanne oder der Brattopf zunächst leer zu erhitzen. Es ist sinnvoll, Utensilien mit möglichst hoher spezifischer Wärmekapazität zu verwenden, damit beim Einbringen und Wenden des Bratgutes die Temperatur wenig absinkt. Aus dem gleichen Grund sollte man nicht zu viel auf einmal anbraten. Dabei ist darauf zu achten, dass das verwendete Kochgeschirr nicht überhitzt wird. Bei einem Induktionskochfeld können 30 Sekunden reichen. Sofern die Form des Bratstückes es erlaubt, ist es vorteilhaft, ohne Zugabe von Fett anzubraten und zu warten, bis sich das Stück leicht vom Boden löst und es erst dann zu wenden.
Die Vermutung, dass das Anbraten die Poren von Fleisch schließe und es so saftig halte, trifft nicht zu, weil Muskelgewebe im Gegensatz zur Haut keine Poren hat. Die beim Anbraten entstehende Kruste ist wasserdurchlässig; es tritt durch die Hitzeeinwirkung lediglich eine Denaturierung von Proteinen ein, womit aber nur eine geringe Rückhaltewirkung gegenüber dem im Fleisch enthaltenen Wasser verbunden ist. Das Anbraten geschieht also aus geschmacklichen Gründen und kann durchaus auch an das Ende des Garprozesses gestellt werden. So wird aber meist nur verfahren, wenn man den Braten nach der Niedrigtemperaturmethode zubereitet.